# Illustrationes Florae Novae Hollandiae

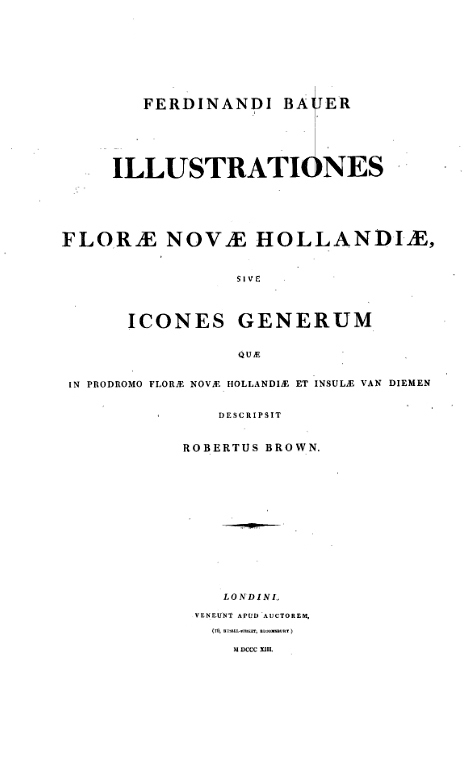
Titelblatt

Illustrationes Florae Novae Hollandiae ist ein Album der Zeichnungen der Pflanzenwelt Australiens, vom österreichischen Zeichner Ferdinand Lucas Bauer erstellt und 1813 in Oxford herausgegeben.
Ferdinand Bauer hat im Zeitraum 1801–1805 an einer Forschungsreise nach Australien am Bord des Schiffes „Investigator“, unter der Leitung von Matthew Flinders und unter der Mitwirkung vom Botaniker Robert Brown teilgenommen. Ferdinand Bauer hat die Bilder eigenhändig gestichelt und koloriert. Im Jahre 1813 erschienen drei Ausgaben des Albums, davon wurden etwa 50 Exemplare verkauft, was dem Verfasser jedoch keinen finanziellen Erfolg brachte.
Früher gab Ferdinand Bauer ein ähnliches Album „Flora Graeca“ heraus.

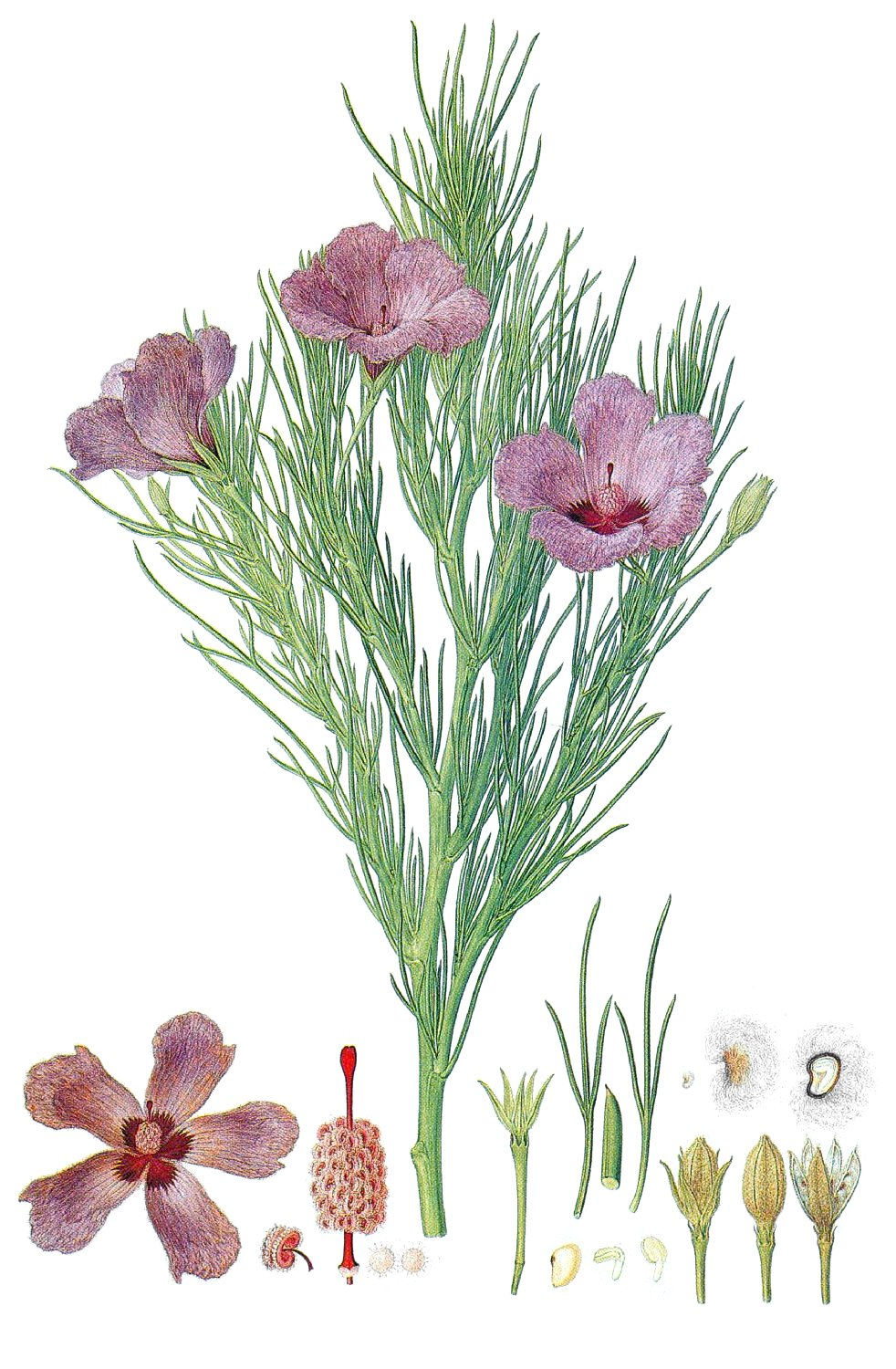
Alyogyne hakeifolia
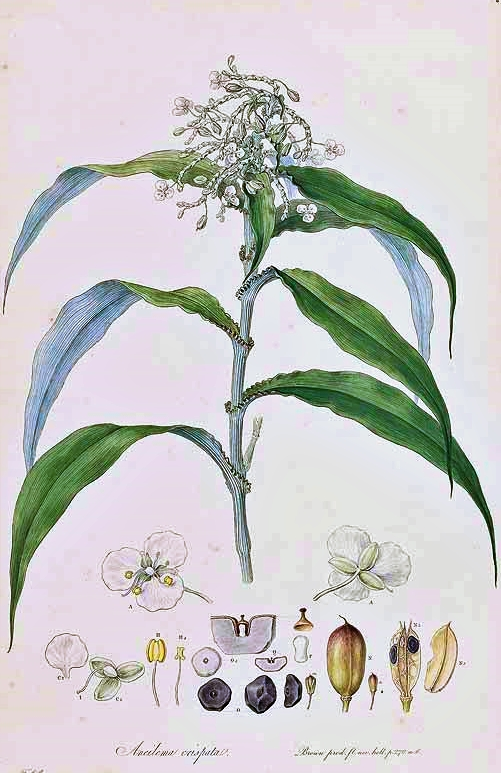
Aneilema crispata
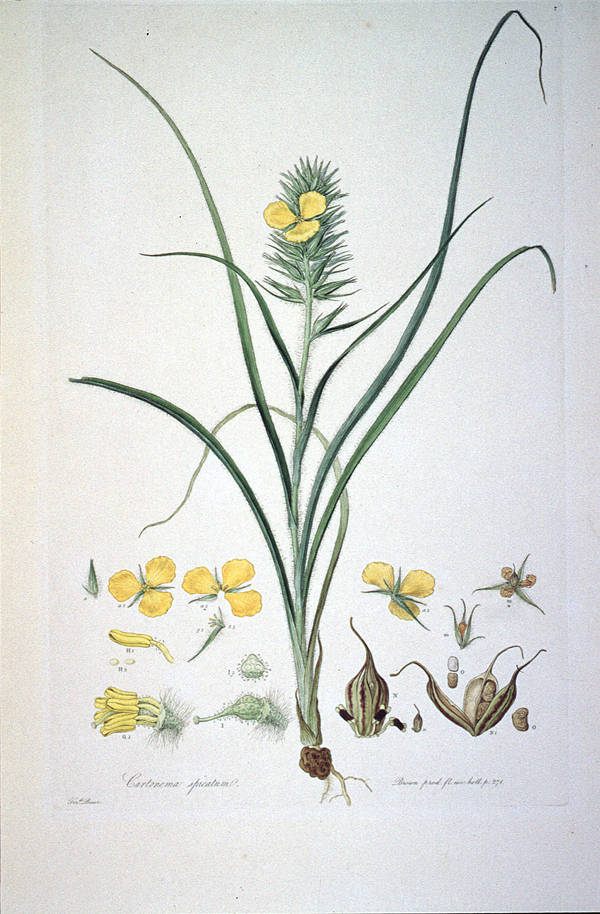
Cartonema spicatum
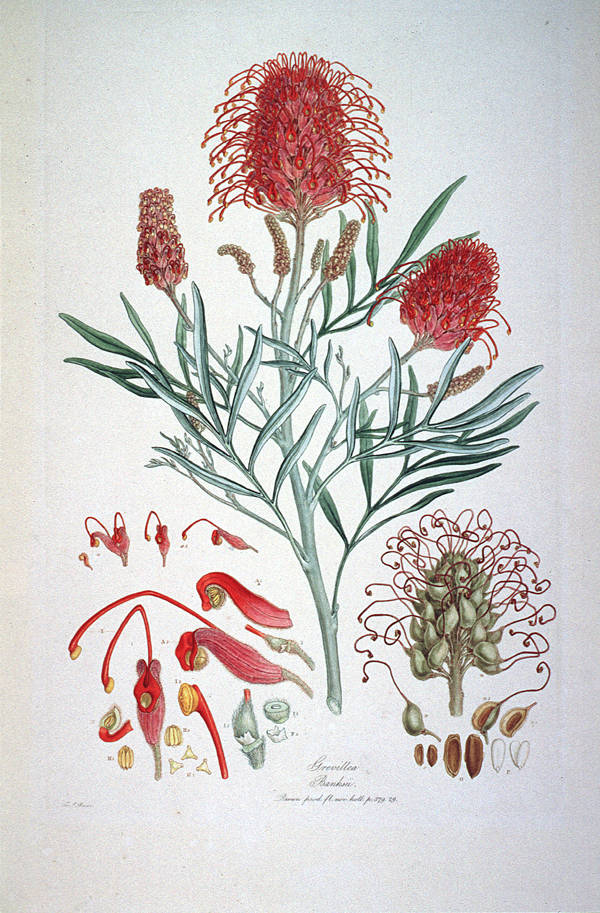
Grevillea banksii

## Quelle
- Marlene Johanna Norst, Ferdinand Bauer: The Australian Natural History Drawings, British Museum of Natural History/Lothian, London/Melbourne, 1989